# 柴野安三郎
柴野 安三郎 （しばの やすさぶろう、1903年8月12日 - 1995年1月5日）は、北海道の実業家。北海道交通株式会社代表取締役社長。

## 来歴
1903年、新潟県刈羽郡荒浜村（現・柏崎市）の漁民安二郎の三男として生まれる。荒浜尋常高等小学校を卒業後、1917年に柏崎の西川鉄工所に就職する。1923年、舞鶴海兵団に徴兵となる。その後、横須賀の海軍機関学校に学び、戦艦「長門」の乗組員となる。1926年、北海道の小樽の佐藤鉄工所に旋盤工として就職する。そこでは工場長に抜擢されるが労働争議に参加し、拘留される経験も持つ。1929年、阿部自動車の運転手となる。
1931年、小樽でタクシー会社の「稲穂タクシー」を自ら創業する。1941年には、小樽市の41業者の合併による「小樽大同タクシー」が設立されるが、その代表取締役となる。「小樽大同タクシー」は、札幌地区のヒラガ交通株式会社に合併され、また、ヒラガ交通株式会社も、1943年8月3日に、北海道交通株式会社と改名する。1945年10月時点では、北海道4地区の一つの中央地区において、北海道交通株式会社は唯一のハイヤー・タクシー会社となり、柴野安三郎は専務取締役である。1948年には、柴野安三郎は、北海道交通株式会社の代表取締役となっている。1953年には、タクシー無線を導入する。後に、北海道乗用自動車協会会長や全国乗用自動車協会副会長に就任する。
1966年に代表取締役を退く。同年、藍綬褒章を受章。1968年11月、学校法人札幌学院大学理事長代理。
実業家現役引退後、ソビエト連邦との友好活動に関わる。1972年、社団法人北海道日ソ貿易協会を設立する。1973年、勲三等瑞宝章を受章。1977年7月18日、札幌市豊平区平岸に北海道日ソ友好文化会館が竣工するが、その実現に寄与したといわれる。1981年、日本人では3人目となるソビエト連邦民族友好勲章を受章する。後に、柴野安三郎の自宅に右翼活動家が抗議に来るが、穏やかに話し諭して帰らせたというエピソードがある。
1995年1月5日、肺炎のため死去。

## 家族・親族
長男は柴野耕史郎（元北海道交通代表取締役会長。令和元年９月没）、次男は柴野外次（元小樽グリーンホテル代表取締役社長）、三男は柴野安仁（元小樽グリーンホテル代表取締役社長）、長女は山際万里子（平岸の地主で元百景園オーナー山際広昭の妻）、次女は立花茂生（元日ソ貿易代表取締役社長・立花忠臣の妻）、三女は山下さくや（元東京海上火災保険勤務・山下信行の妻）。